# Torrino

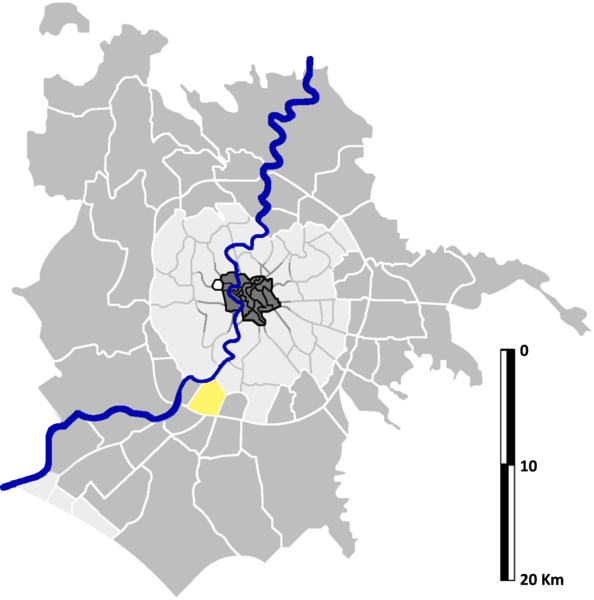
Localisation de Torrino sur la carte administrative de Rome.

Torrino (également appelée EUR Torrino) est une zona di Roma (zone de Rome) située au sud de Rome dans l'Agro Romano en Italie. Elle est désignée dans la nomenclature administrative par Z.XXVII et fait partie du Municipio IX. Sa population est de 37 073 habitants répartis sur une superficie de 6,43 km2.
Il forme également une « zone urbanistique » désigné par le code 12.c, qui compte en 2011 : 41 293 habitants.

## Lieux particuliers
- Église Santa Maria Mater Ecclesiae
- Église Santa Maria del Carmelo
- Église Santa Maria Stella dell'Evangelizzazione
- Église San Giovanni Battista de La Salle